# جيشثا
جيشثا (بالسنسكريتية: ज्येष्ठा)‏ أي الكبرى، و(بالإنجليزية: Jyestha or Jyeshtha)‏، هي إلهة الشدائد والبؤس الهندوسية. عدّت الأخت الكبرى ونقيض لاكشمي، إلهة الرخاء والازدهار. ويشار إليها عادة باسم موديفي في جَنُوب الهند.